# بيشم (باركشير)
بيشم (بالإنجليزية: Bisham)‏ هي قرية وأبرشية مدنية تقع في المملكة المتحدة في إنجلترا. يقدر عدد سكانها بـ 1,149 نسمة .